# Vernichtungslager Belzec
Das Vernichtungslager Belzec in Bełżec ⓘ (in der heutigen Woiwodschaft Lublin) war ein deutsches Vernichtungslager, in dem in der Zeit des Nationalsozialismus zwischen März 1942 und Dezember 1942 nach Zählung der SS 434.508 Menschen ermordet wurden. Das Lager Belzec entstand während des Zweiten Weltkrieges neben Sobibór und Treblinka als erstes der drei Vernichtungslager im Rahmen der „Aktion Reinhardt“.

## 1940: Arbeitslager von Bełżec
Die Gemeinde Bełżec gehörte während der Okkupation von 1939 bis 1945 zum deutsch verwalteten, Generalgouvernement genannten Teil Polens. Zur Grenzsicherung war der Bau eines Panzergrabens entlang der am Bug verlaufenden Grenze zur Sowjetunion geplant, die so genannte Otto-Linie. Zwischen Mai und Oktober 1940 wurden dort 12.000 bis 14.000 meist jüdische Männer aus dem gesamten Generalgouvernement eingesetzt; die Gegend wurde zum „Zentrum jüdischer Zwangsarbeit“.
Bereits im Mai 1940 trafen 910 Sinti in Bełżec ein, die aus Norddeutschland über Hamburg dorthin deportiert worden waren. Sie mussten zusammen mit polnischen Juden diverse Arbeitslager einrichten. Es entstand ein Komplex aus acht Lagern; im Dorf Bełżec lebten zeitweilig rund 3000 Juden auf einem Gutshof, bei einem Mühlenbetrieb und in einem Lokomotivschuppen. Auf eine Strecke von 40 Kilometern entlang der Grenze waren Arbeitstrupps bei Bedarf auch in Synagogen, Lagerhäusern oder Scheunen untergebracht.
Parallel zu den Arbeiten am Grenzwall wurden seit August 1940 jüdische Zwangsarbeiter für Wasserwirtschaftslager in der Umgebung von Chełm und Zamość im Distrikt Lublin zwangsrekrutiert. Sie mussten unter überaus prekären Bedingungen Abflusskanäle zur Melioration von Ackerland graben. Die unzureichende Ernährung und die gesundheitsgefährdenden Zustände in sämtlichen Lagern des Distrikts Lublin führten zu hohen Todesraten bei den Zwangsarbeitern.
Diese Arbeitslager wurden im Oktober 1940 aufgelöst. Das Vernichtungslager Bełżec wurde unabhängig davon wesentlich später abseits auf einer Lichtung errichtet.

## 1942: Vernichtungslager
Am 1. November 1941 begann unter der Zentralbauleitung der SS der Bau eines Lagers, das eine fest installierte Gaskammer erhielt. Dieses Lager in Bełżec war das erste von drei Vernichtungslagern der „Aktion Reinhardt“, die allein zur physischen Vernichtung von Menschen bestimmt waren. Die drei Lager wurden in abgelegenen Gebieten errichtet und verfügten über Gleisanschlüsse, so dass eine große Anzahl Menschen ohne größeres Aufsehen dorthin gebracht und getötet werden konnte. Anfangs waren in erster Linie die Juden in Ostpolen als Opfer ausersehen, jedoch wurden später andere Gebiete und so genannte „Zigeunermischlinge“ in die Vernichtungsaktion einbezogen.

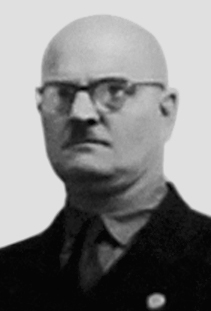
Christian Wirth, erster Lagerkommandant

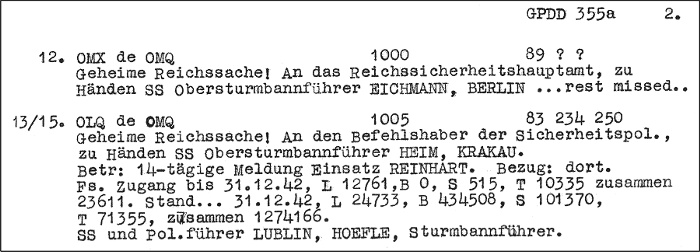
Entschlüsselter Funkspruch Höfles vom 11. Januar 1943

Lagerkommandant von Bełżec war ab Dezember 1941 der SS-Obersturmführer Christian Wirth, der bereits an der Ermordung behinderter Menschen im deutschen Reichsgebiet (auch Aktion T4) führend beteiligt war. Weitere T4-Mitarbeiter kamen ab Januar 1942 hinzu. Nachdem Wirth am 1. August 1942 zum Inspektor für die Vernichtungslager der „Aktion Reinhardt“ berufen worden war, übernahm der später ebenfalls zum SS-Hauptsturmführer ernannte Gottlieb Hering die Lagerkommandantur bis zum Abbruch des Vernichtungslagers. Hering kam Ende Juli 1942 mit weiterem Personal hinzu, das vorher beim „Euthanasie-Programm“ (Aktion T4) tätig gewesen war. Stellvertretender Lagerkommandant und Leiter des Vernichtungsbereiches war ab Ende 1941 der SS-Untersturmführer Schwarz. Neben einigen SS-Männern war eine Kompanie von 60 – später 120 – „Trawniki-Männern“ eingesetzt. Jüdische Arbeitskommandos wurden zeitweilig in einer Stärke bis zu 500 Personen zur Beseitigung der Leichen und der Verwertung der Kleidung gezwungen; sie wurden später ermordet.
Wirth kam in der zweiten Dezemberhälfte 1941 vor Ort an und führte im Februar 1942 erste „Probevergasungen“ mit einem selbst erbauten Gaswagen und in einer Gaskammer mit Kohlenstoffmonoxidgas und Motorabgasen durch. Im Rahmen der „Aktion Reinhardt“ traf am 17. März 1942 der erste Zugtransport mit Juden aus dem Ghetto Lublin in Bełżec ein und brachte wie die nächstfolgenden „arbeitsunfähige“ Menschen, Alte, Frauen und Kinder ins Tötungslager.
Innerhalb der nächsten vier Wochen wurden 75.000 Juden umgebracht, danach die Transporte vorübergehend eingestellt. Die Kapazität der Gaskammern wurde durch Neubauten vergrößert; ab Spätsommer 1942 wurde ein Bagger zum Erdaushub eingesetzt. In einer zweiten Phase ab August 1942 wurden Juden aus dem gesamten Generalgouvernement als Opfer herangeschafft. Während anfangs maximal 15 Güterwaggons gleichzeitig „abgefertigt“ werden konnten, waren es nach den Erweiterungen der zweiten Phase 40 Güterwaggons.
Am 11. Dezember 1942 traf der letzte Transport mit Opfern ein. Am 15. Dezember 1942 erging ein wochenlanges Verbot von „nicht-militärischen“ Eisenbahntransporten; nach Robert Kuwałek war der Hauptgrund für das Abstoppen der Tötungen jedoch die Überfüllung der Massengräber. Seit November 1942 wurden Leichen massenhaft exhumiert und auf großen Rosten aus Eisenbahnschienen verbrannt. Die letzten dort eingesetzten Häftlinge wurden in einem Eisenbahnwagon nach Sobibór gebracht und dort sofort umgebracht. In einem Kassiber konnten sie die dortigen Häftlinge noch warnen, die auch deshalb im Herbst 1943 dort den Aufstand wagten. Im Frühjahr 1943 wurden alle Spuren beseitigt, später wurde zur Tarnung ein Bauernhof auf dem Gelände angesiedelt. Nur drei Überlebende des Vernichtungslagers, die ihre Lagererlebnisse öffentlich darstellten, sind bekannt: Rudolf Reder aus Lemberg, Chaim Hirszman aus Janów Lubelski und der chassidische Rabbiner Izrael Szapiro aus Lemberg.
Der SS-Hauptsturmführer Höfle, ein wichtiger Mitarbeiter Globocniks, meldete im sogenannten Höfle-Telegramm an die SS-Zentrale Anfang Januar 1943 für Belzec 434.508 Tötungen. Stephan Lehnstaedt referierte 2017 neuere Forschungsergebnisse von Robert Kuwalek und Sara Berger, die von mindestens 440.823 bis maximal 596.200 Opfern ausgehen; er selbst hält einen Schätzwert von 470.000 für realistisch.
Tötungspersonal
- Christian Wirth
- Gottlieb Hering
- Gottfried Schwarz
- Josef Oberhauser
- Heinrich Barbl

### Kenntnis des Vatikans über das Vernichtungslager
Am 14. Dezember 1942 teilte der deutsche Jesuit Lothar König ein zweites Mal dem Privatsekretär des Papstes Pius XII Robert Leiber mit, dass in „Rawa Russka“ [eine 22 km entfernte Kleinstadt] „mit seinem SS-Hochofen“ täglich bis zu 6000 Polen und Juden ermordet werden.

## Lagergliederung

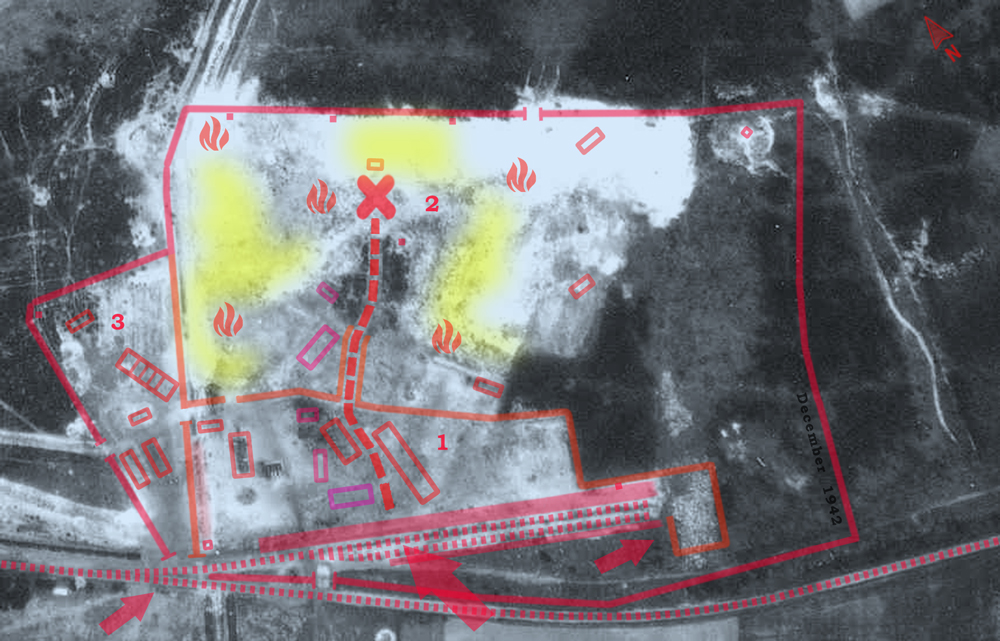
Deutsche Luftaufnahme von Belzec; ca. 1944 (Gebäude sind abgerissen und nur eingezeichnet)

NS-Dokumente über das Lager, zu seiner Größe und Bebauung sind nicht überliefert. Skizzen zur Anordnung der Lageranlagen wurden erst nach dem Krieg von Zeitzeugen angefertigt. Sie sind aber unvollständig, da sich die Bebauung sowie die Lage der Massengräber in einer zweiten Ausbauphase änderte.
Vom Bahnhof führte ein Eisenbahngleis zum Lagertor. Das Lager bestand aus einer etwa 265 × 275 Meter großen Fläche, die umzäunt und in zwei Bereiche unterteilt war. Der eine Teil enthielt Verwaltungsgebäude und Baracken zur Entkleidung und Lagerung des Gepäcks. Später kamen Baracken für jüdische Häftlinge hinzu, die Kleidung sortierten und in der Wäscherei arbeiteten. Im anderen Lagerkomplex befanden sich mehrere Leichengruben, Unterkünfte für die Juden des Sonderkommandos und die Gaskammern.
Von den Entkleidungsbaracken führte der „Schlauch“, ein schmaler, von Stacheldraht begrenzter 70 Meter langer Weg, zu den Gaskammern. Anfänglich wurden die Opfer getötet, indem man – wie in den Tötungsanstalten der Aktion T4 – reines Kohlenstoffmonoxid-Gas aus Stahlflaschen einleitete. Später wurden Motorabgase eingeleitet; die Angaben über die Art des Motors sind widersprüchlich und nicht abschließend zu klären.

## Strafverfolgung der Täter
1963 kam es in München zum Belzec-Prozess gegen Einzeltäter, von denen nur Josef Oberhauser am 21. Januar 1965 zu vier Jahren und sechs Monaten Zuchthaus wegen Beihilfe zum gemeinschaftlichen Mord in 300.000 Fällen verurteilt wurde. Den anderen Angeklagten billigte das Landgericht einen Putativnotstand zu und setzte sie im Januar 1964 außer Verfolgung.

## Gedenkort

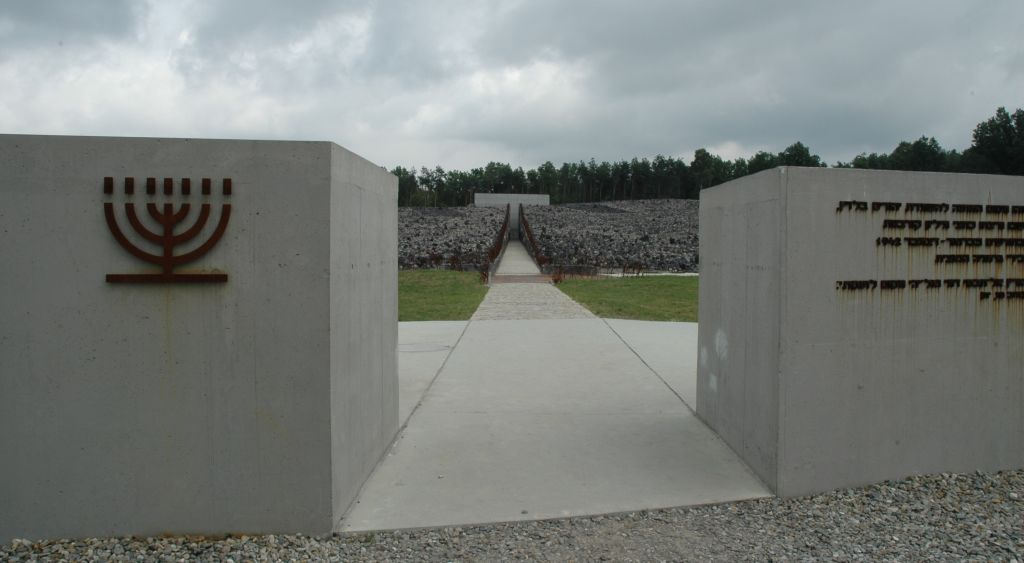
Das neue Mausoleum (2006)

Bis mindestens 1956 war das Gelände des ehemaligen Vernichtungslagers ohne Umzäunung und unbeaufsichtigt zugänglich. Erst Ende 1963 wurde ein erstes Denkmal mit der Tafelinschrift „Zur Erinnerung an die Opfer des Hitlerterrors“ errichtet, das den Hinweis auf die jüdischen Opfer vermied. 1995 unterzeichnete das American Jewish Committee in Warschau einen Vertrag über eine neue Gedenkstätte. Bevor die Bauarbeiten begannen, wurden von 1997 an archäologische Untersuchungen durchgeführt, bei denen 33 Massengräber lokalisiert werden konnten.
2004 wurde eine neue Gedenkstätte nach Entwürfen der polnischen Bildhauer Andrzej Sołyga, Zdzisław Pidek und Marcin Roszczyk eröffnet, die die Topografie des Lagers und der Vernichtungsmaschinerie dort aufzeigt, wo bis dahin nur planierte Erde zu sehen war. Am Ende einer symbolischen Rampe steht ein Museumsgebäude, das die Form eines Zuges aufnimmt.

## Authentische Fotos
Im Jahr 2015 wurde eine private Sammlung mit mehr als 300 Bildern aus dem Besitz des SS-Untersturmführers Johann Niemann entdeckt. Niemann dokumentierte in zwei Alben und weiteren Einzelfotos seine ganze Karriere in der SS. Vom Konzentrationslager Esterwegen, über die Verbrechen der sogenannten „Euthanasie“ bis zur „Aktion Reinhard“ in Belzec und Sobibor, wo er maßgeblich für die Umsetzung des Mordprogramms verantwortlich war. Die Bilder zeigen zudem erstmals den 2011 in München verurteilten Trawniki-Mann Iwan Demjanjuk auf dem Lagergelände in Sobibor.

## Film
- Guillaume Moscovitz (Regie): Belzec. Dokumentation, F, 2005, 100 Min.

Anhand von Berichten der wenigen Überlebenden und Interviews mit Bewohnern der Gegend gelingt es G. Moscovitz, einen Teil der Geschichte des Lagers zu rekonstruieren. (Zum Inhalt und der Intention: Moscovitz, Jahrgang 1969, redet immer wieder davon, dass dieser Film fast zu spät kommt. Gerade weil es insgesamt nur vier Überlebende dieser Todesfabrik gibt, war es Moscovitz so wichtig, das Andenken der Toten zu ehren. Gedreht hat er vom Stativ und das erinnert an Claude Lanzmanns „Shoah“, das ihn beeinflusst hat. Der Film enthält keinen Kommentar. Es ging ihm darum, zwischen Einzelschicksalen und dem nicht fassbaren Schrecken, der von den Zahlen abstrakt ausgeht, zu vermitteln.)

Vernichtungslager Belzec Gedenkstätte
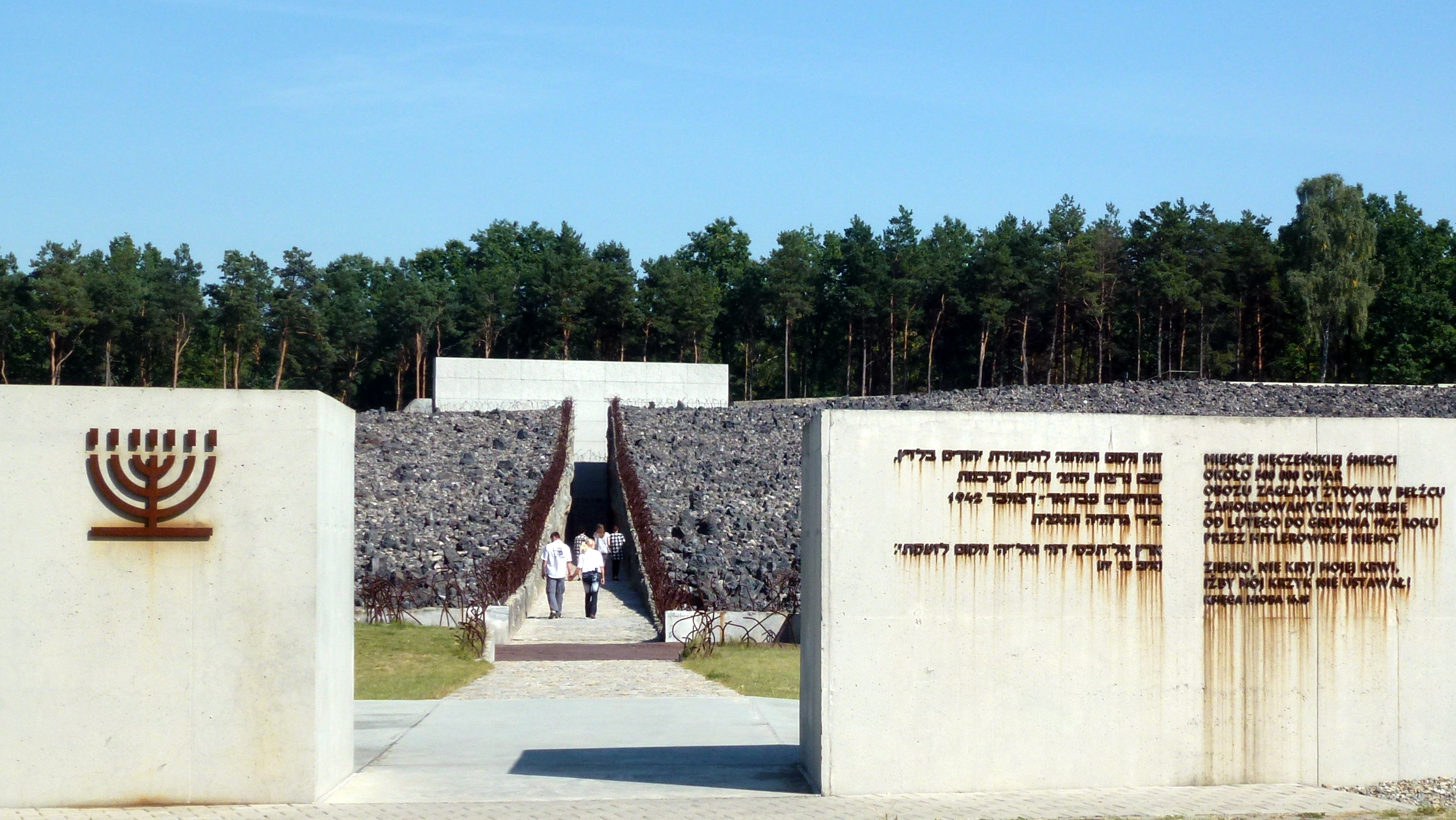
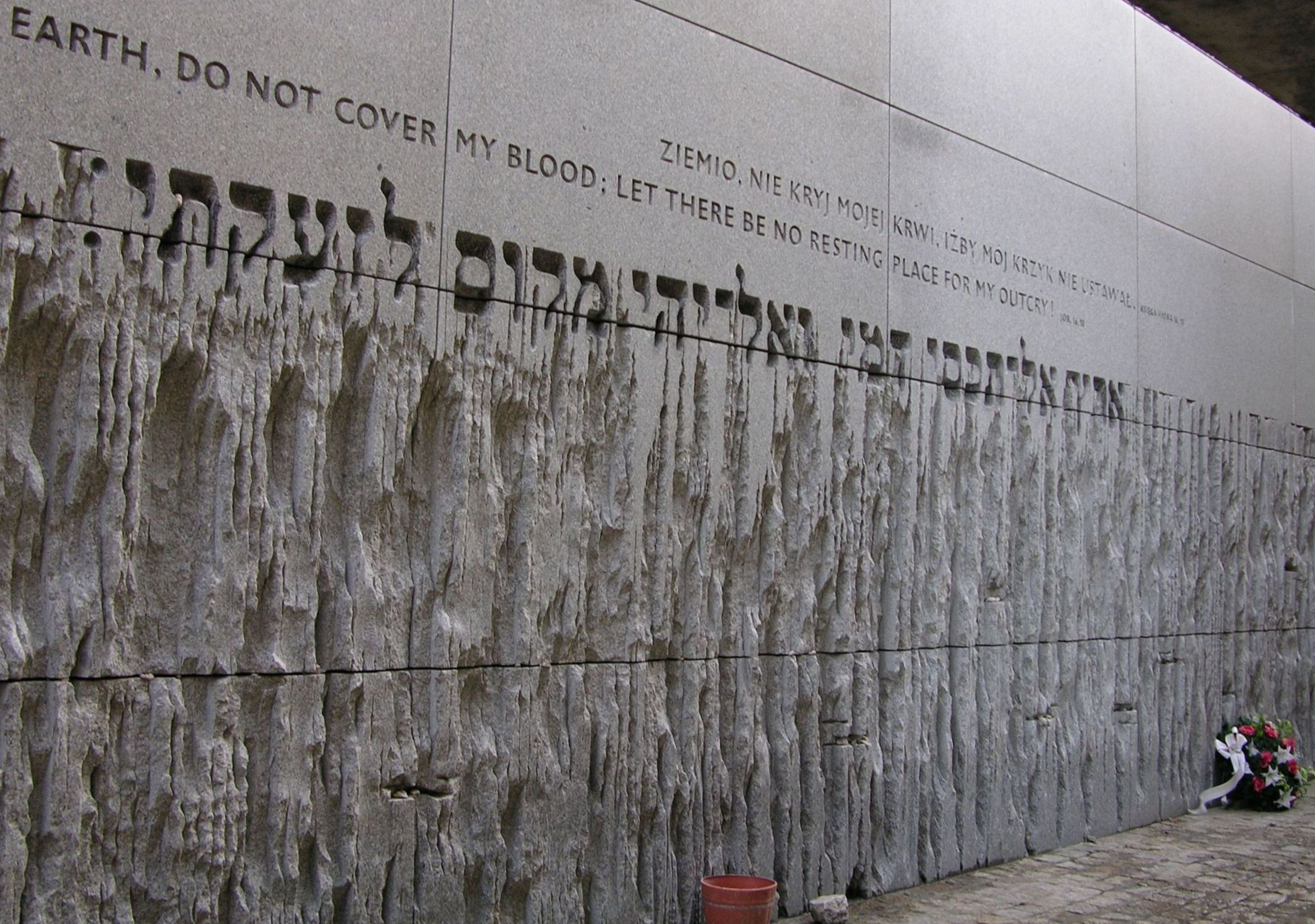
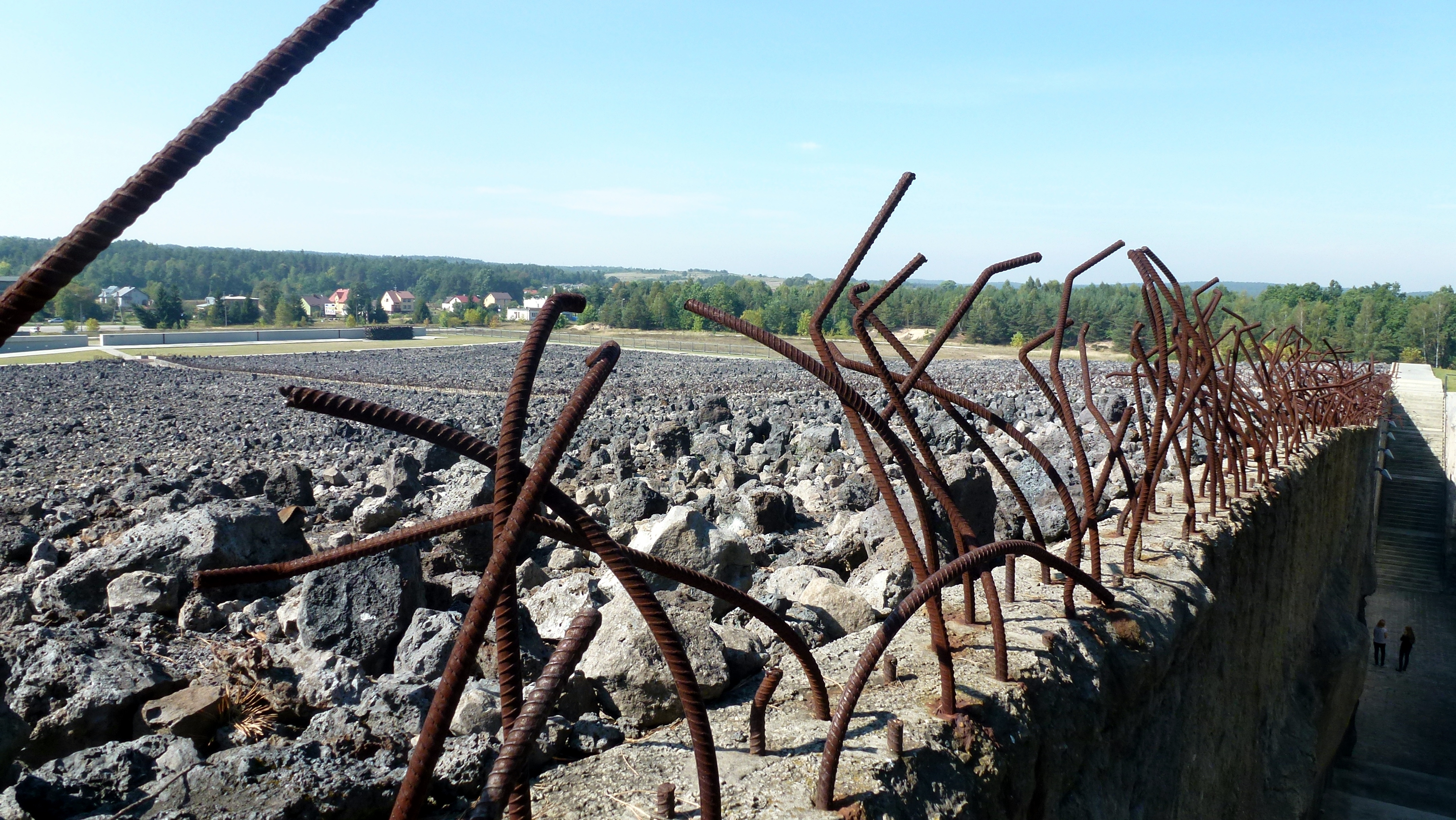
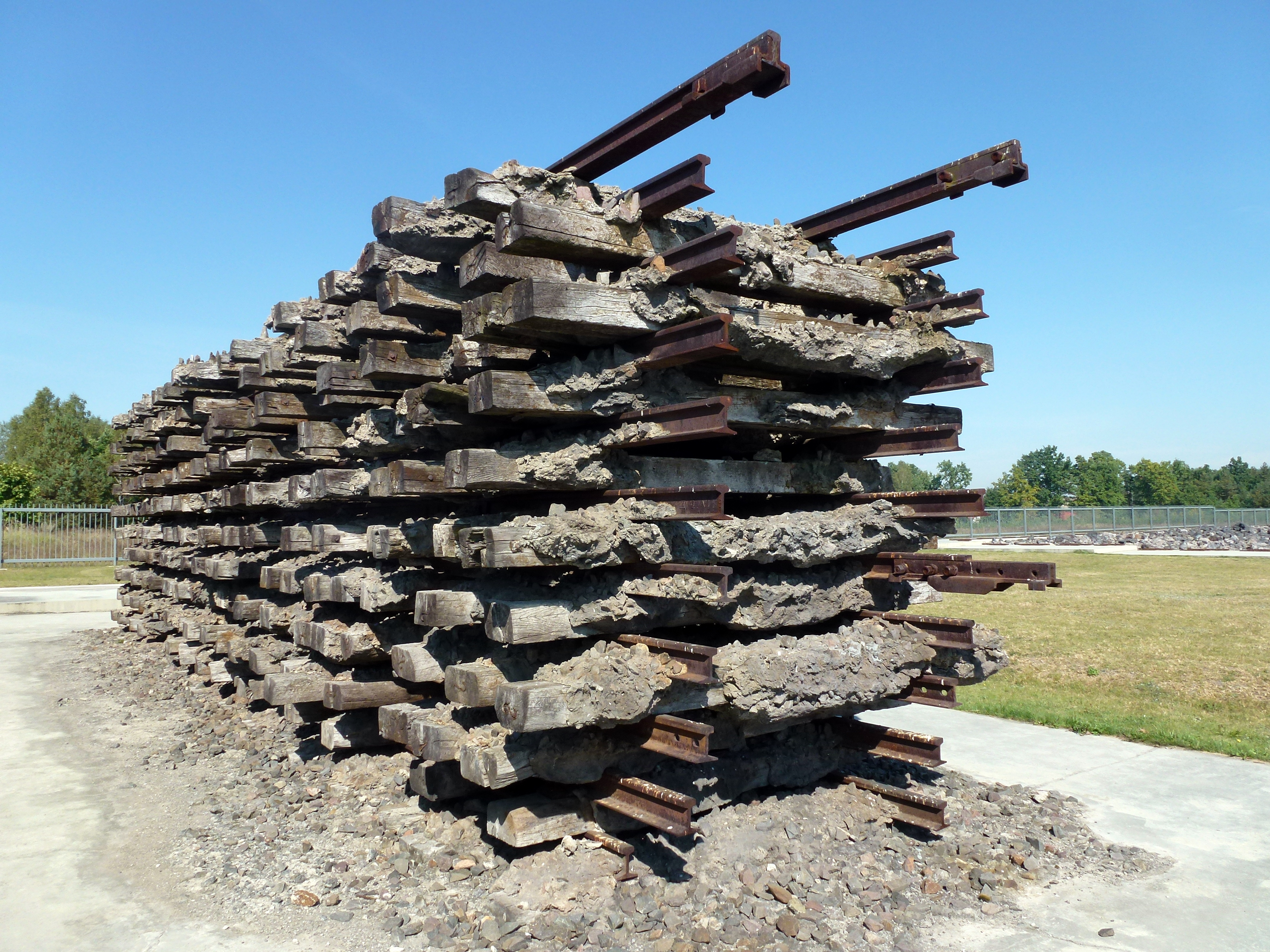
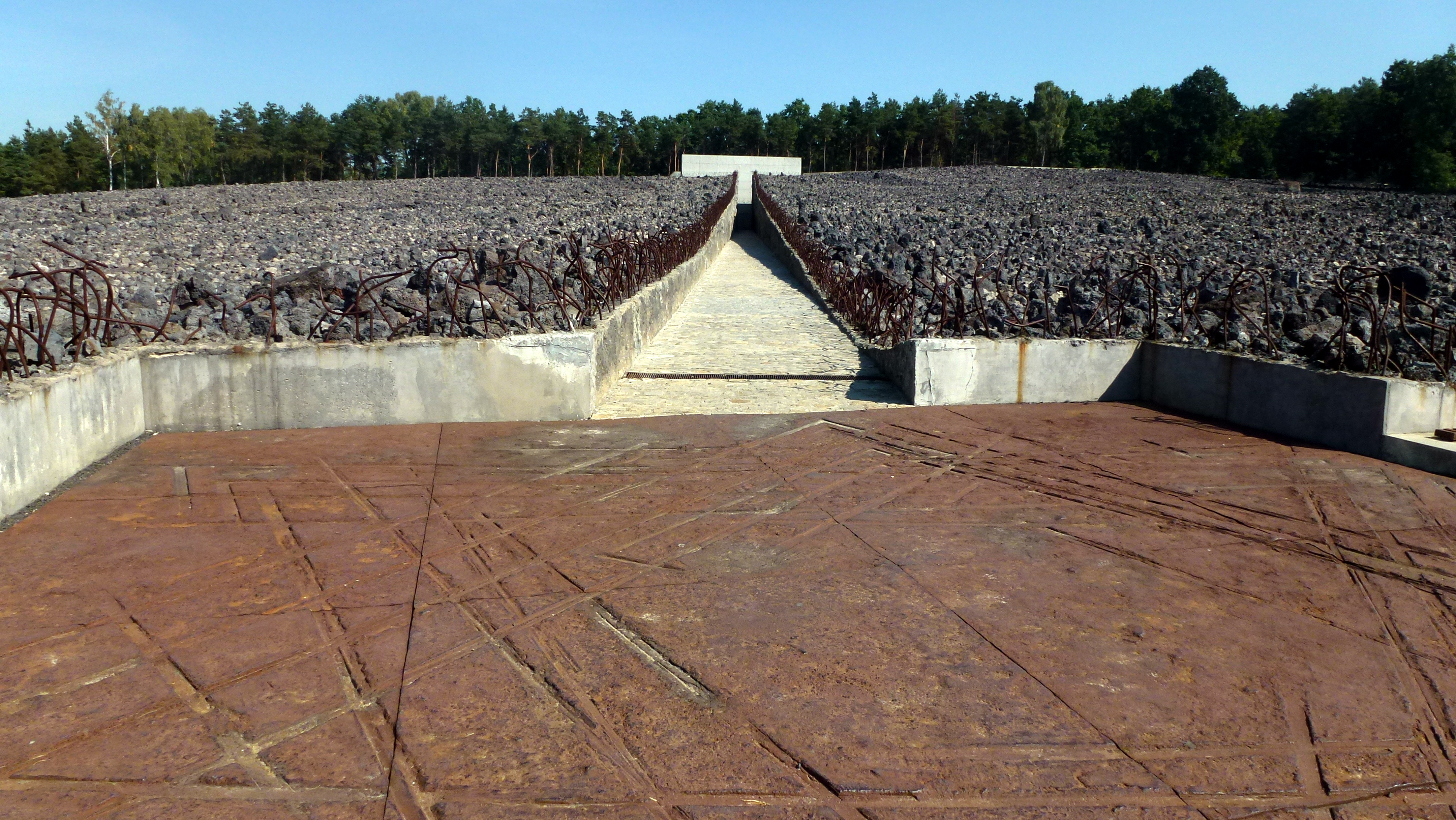
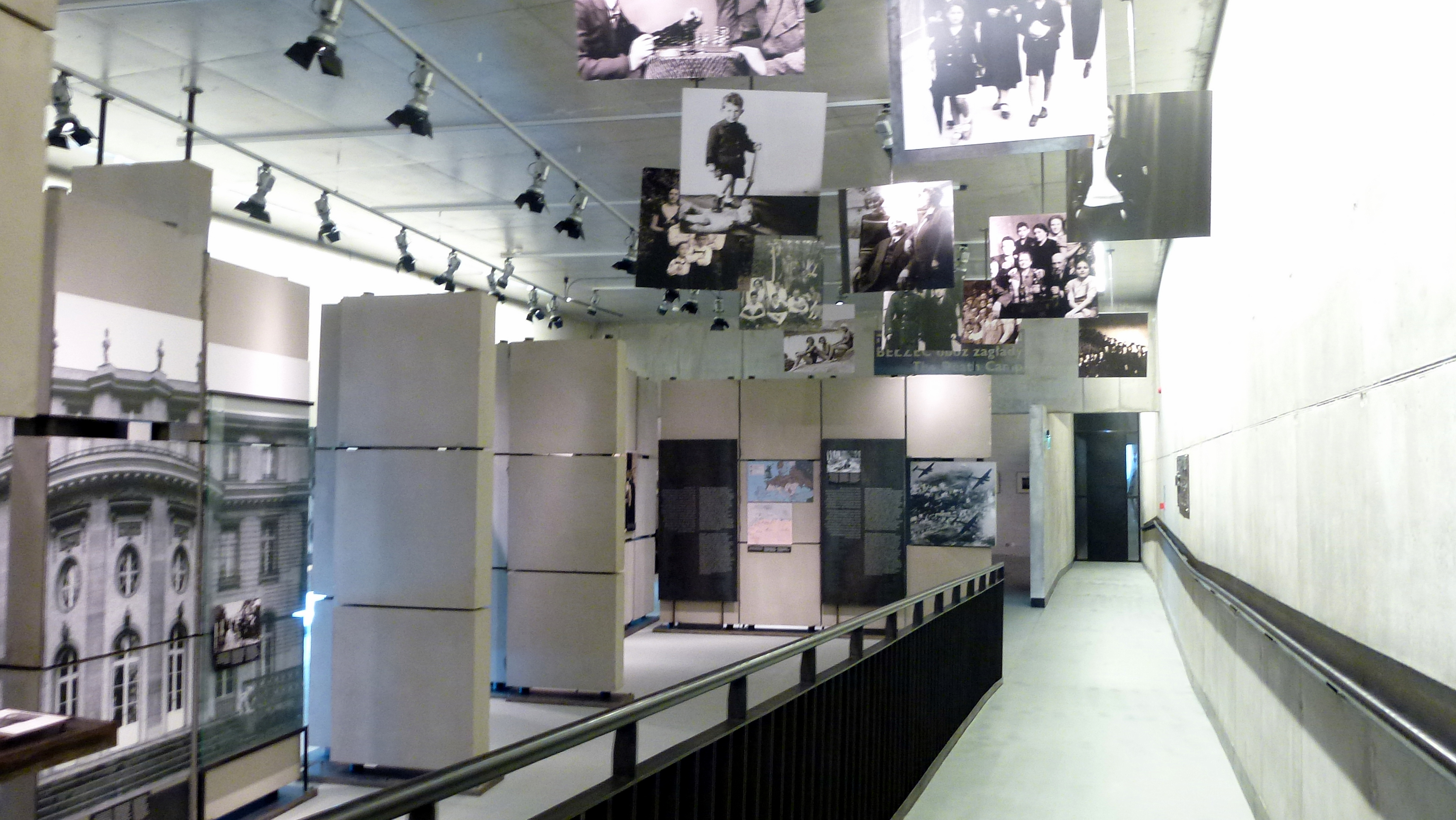
Vernichtungslager Belzec Museum
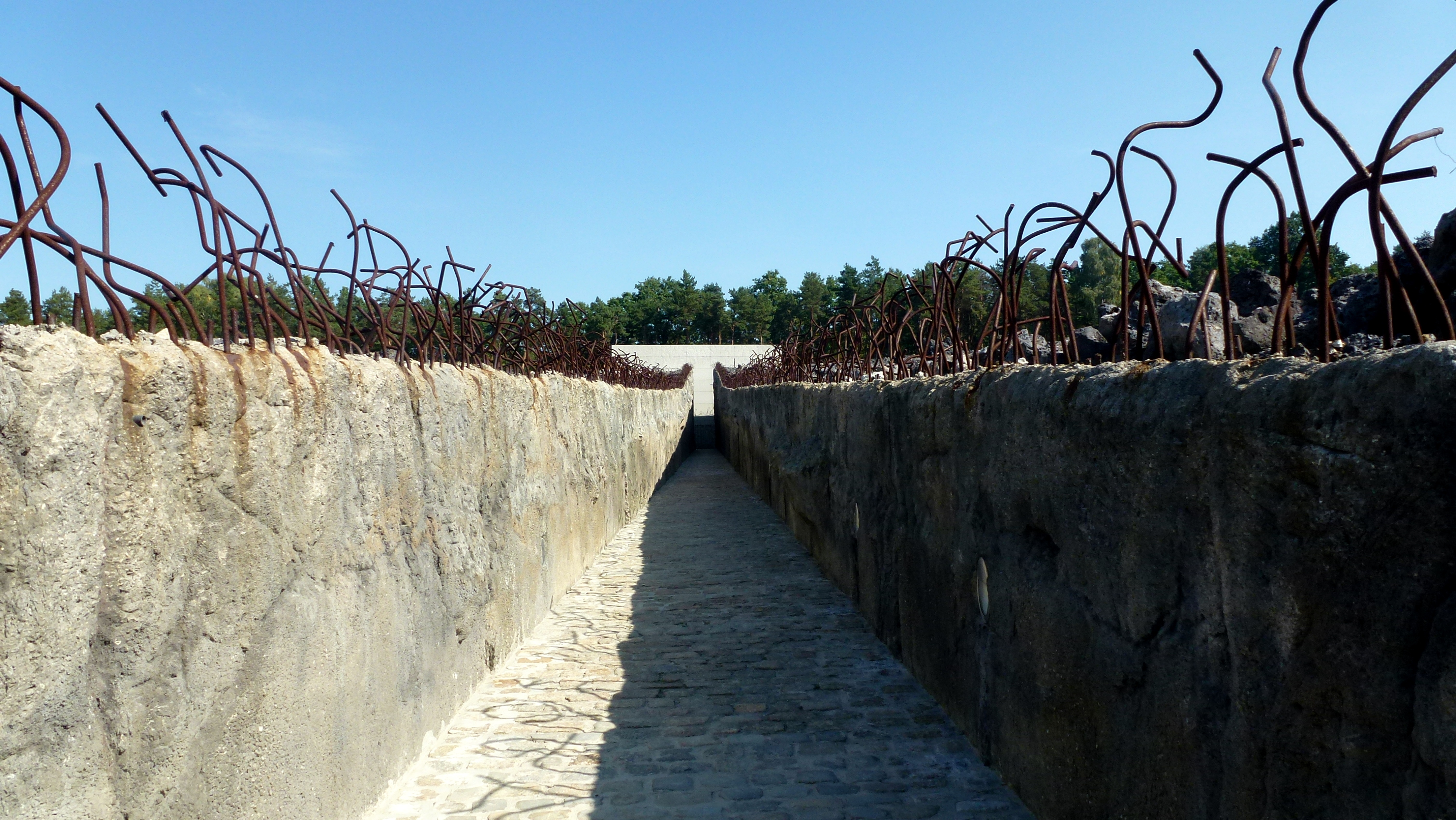
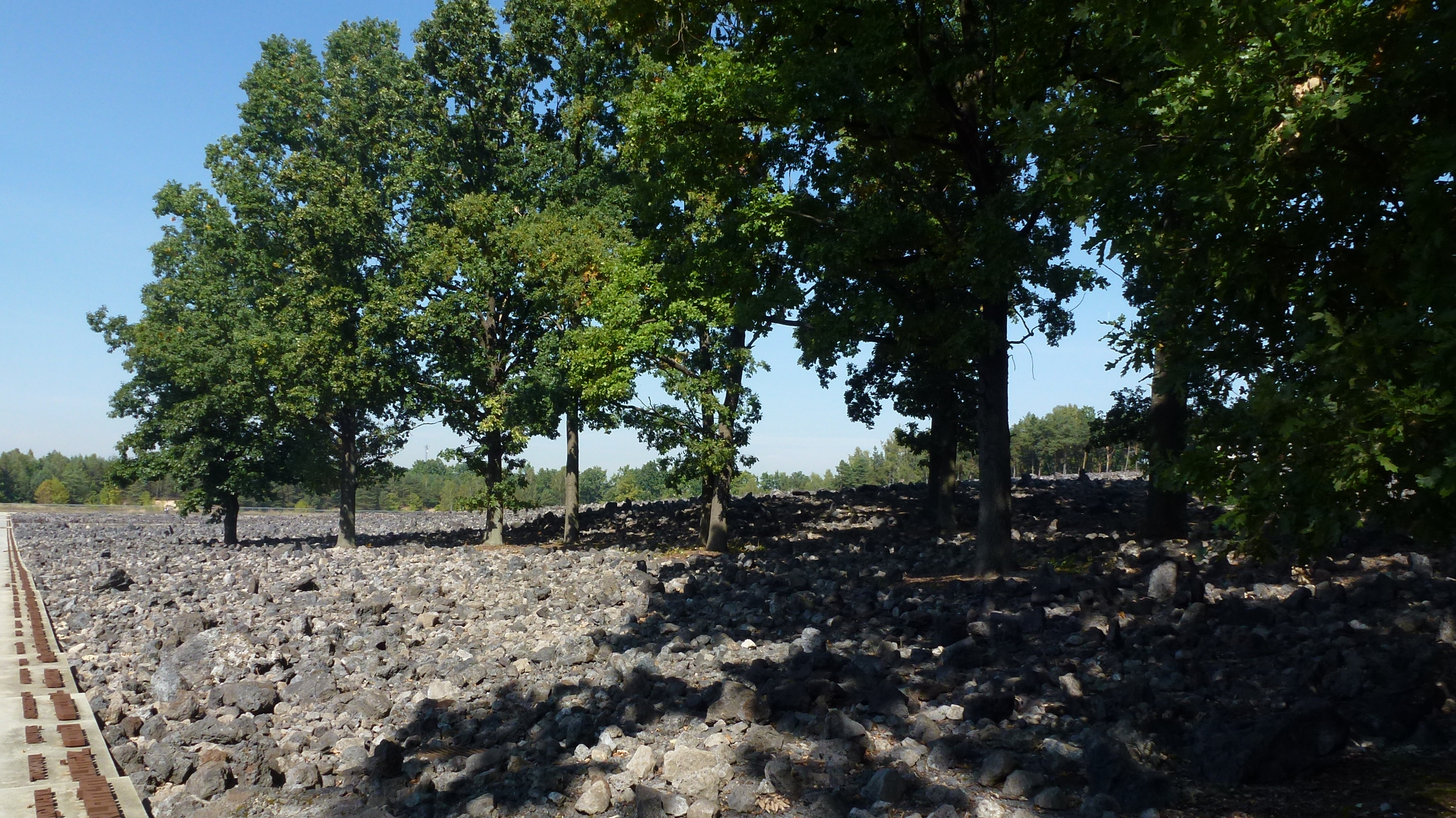
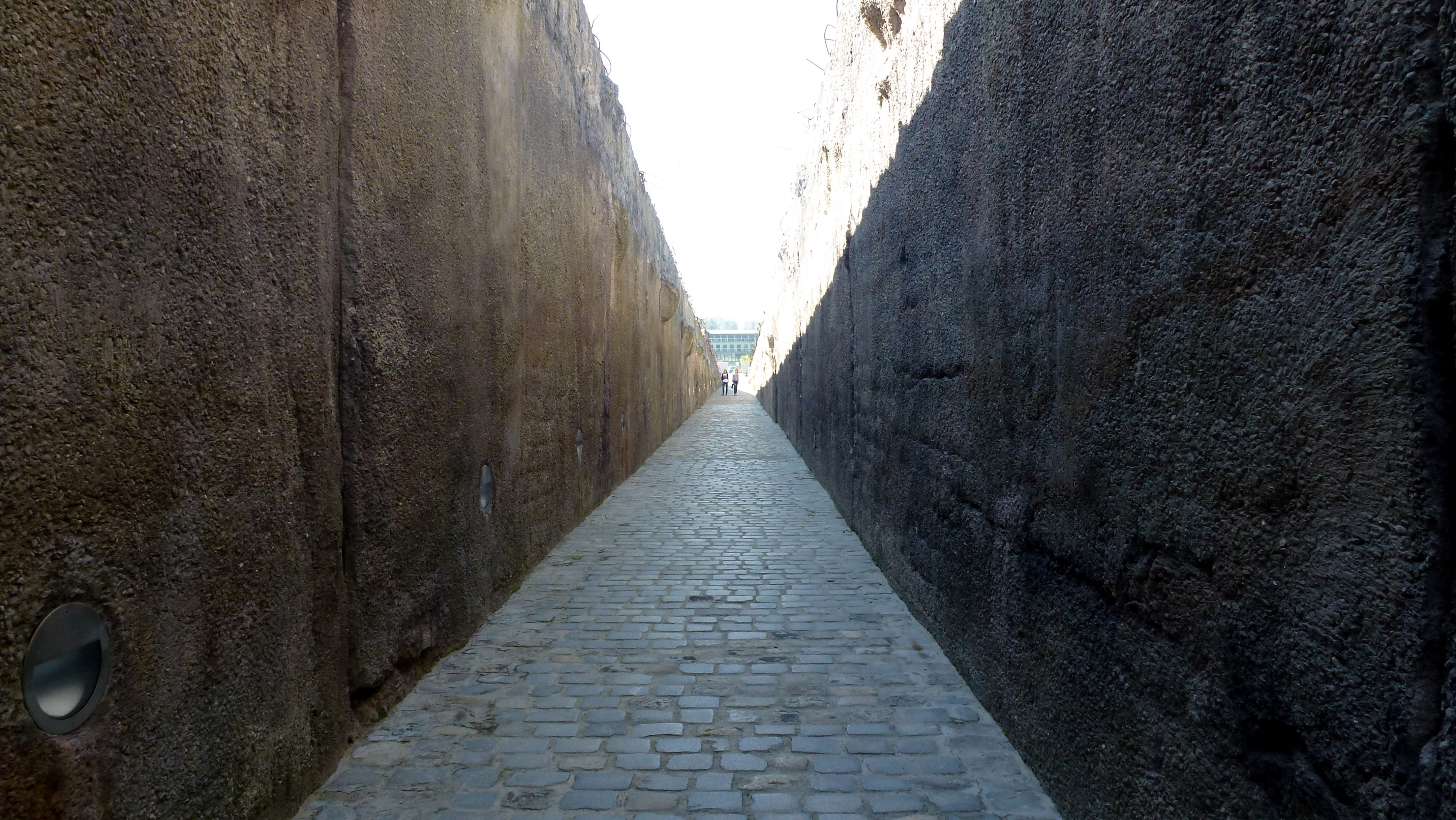
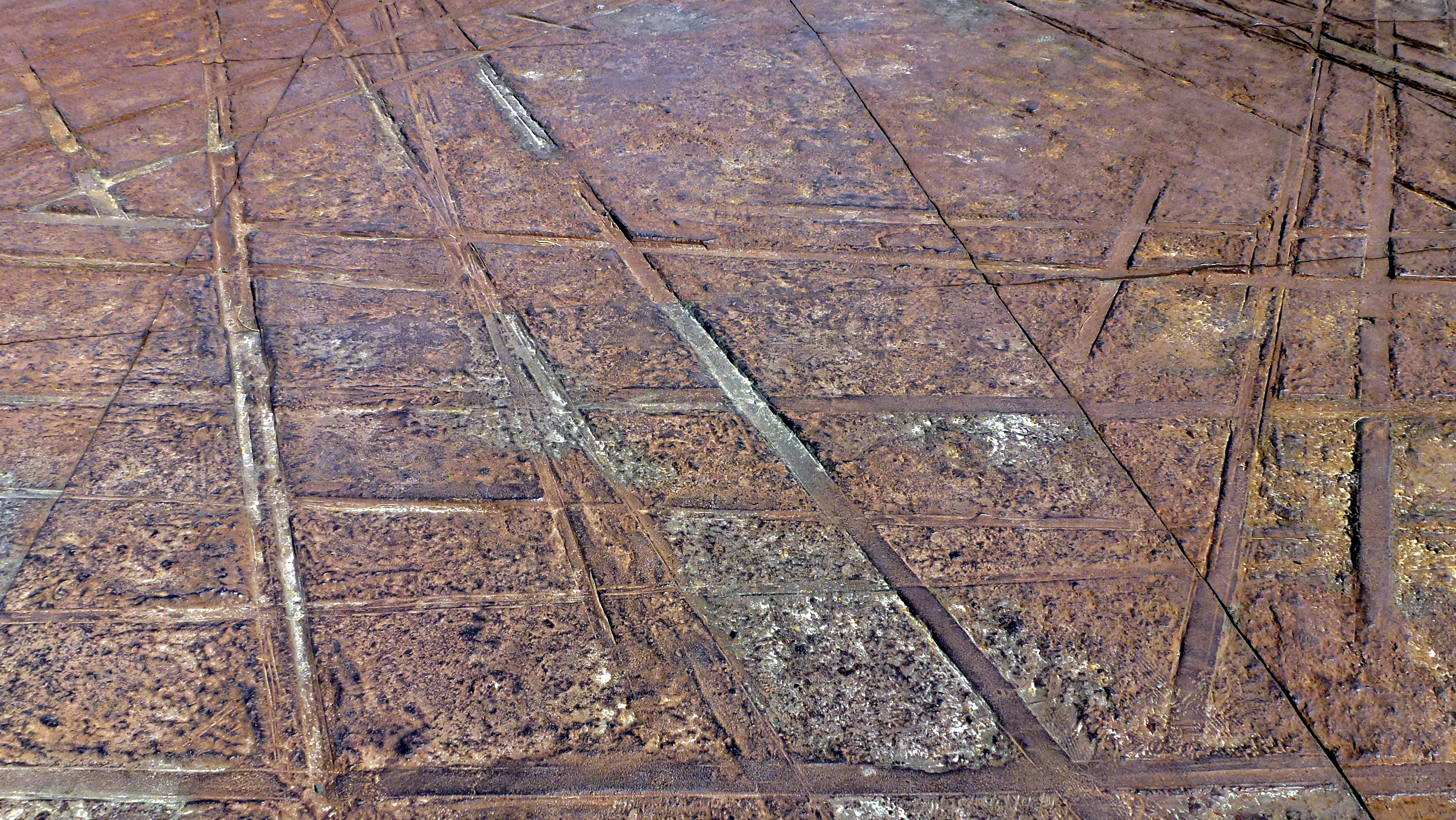